# Fórum Pistório
O Fórum Pistório (em latim: Forum Pistorium), localizado provavelmente no monte Aventino, era o fórum venálio dos padeiros na Antiga Roma. Ele foi mencionado apenas nos Catálogos Regionais como estando na Região XIII, o que indica que, provavelmente, estivesse situado ao sul do Aventino.